# Lis piaskowy
Lis piaskowy (Vulpes rueppellii) – gatunek drapieżnego ssaka z rodziny psowatych. 
Występuje na skalistych i piaszczystych terenach pustynnych od Maroka do Afganistanu.

## Charakterystyka ogólna
Krótkie nogi i szerokie duże uszy. Futro miękkie i gęste w kolorze jasnopiaskowym z ciemnymi plamami na pysku i białym końcem ogona. Jest podobny do fenka i często z nim mylony.

## Wymiary
długość ciała40–50 cm
długość ogona25–35 cm
wysokość w kłębieok. 30 cm
masa ciała1,2–3,6 kg

## Pokarm
Wszystkożerny, prawdopodobnie preferuje owady.

## Rozród
Biologia rozrodu tych zwierząt jest słabo poznana. W miocie najczęściej są 2–3 młode.

## Tryb życia
Aktywny wieczorem i w nocy; żyje prawdopodobnie w parach, które mogą zajmować terytorium o powierzchni ok. 50 km².

## Podgatunki
Wyróżnia się pięć podgatunków lisa piaskowego:
- V. rueppellii caesia Thomas & Hinton, 1921
- V. rueppellii cyrenaica Festa, 1921
- V. rueppellii rueppelli (Schinz, 1825)
- V. rueppellii sabaea Pocock, 1934
- V. rueppellii zarudneyi Birula, 1913

## Status
Status lisa piaskowego nie jest określony. Wiadomo, że Beduini czasem zabijają go dla mięsa.
W niewoli żyje do około 7 lat.